# Allgaiergambiet
Het Allgaiergambiet is in het schaken een variant in zowel het koningsgambiet als de Weense opening.

## Koningsgambiet
Het Allgaiergambiet in het koningsgambiet heeft als beginzetten:
1. e4 e5
2. f4 exf4
3. Pf3 g5
4. h4 g4
5. Pg5

Na 5. ...h6 offert wit zijn paard op f7, waarna een aanval op de zwarte koningsvleugel komt. De variant werd voor het eerst gespeeld door Johann Baptist Allgaier en grootmeesters als Paul Morphy en Sawielly Tartakower speelden dit gambiet met succes. Het is ingedeeld bij de open spelen en valt onder ECO-code C39.

## Weens
Het Allgaiergambiet is ook de naam van een variant in de Weense opening. Ook in deze variant is het de bedoeling van de witspeler zijn paard te offeren op f7. De beginzetten zijn:
1. e4 e5
2. Pc3 Pc6
3. f4 exf4
4. Pf3 g5
5. h4 g4
6. Pg5 h6
7. Pxf7

Dit gambiet valt onder ECO-code C25 en is ingedeeld bij de open spelen.